# Kazakstan i olympiska sommarspelen 2000
Kazakstan deltog i de olympiska sommarspelen 2000 med en trupp bestående av 130 deltagare, 86 män och 44 kvinnor, och de tog totalt sju medaljer.

## Medaljer

### Guld
- Bekzat Sattarkhanov - Boxning, fjädervikt
- Jermachan Ibraimov - Boxning, lätt medelvikt
- Olga Sjisjigina - Friidrott, 100 m häck

### Silver
- Bolat Dzjumadilov - Boxning, flugvikt
- Muchtarchan Dildäbekov - Boxning, supertungtvikt
- Islam Bajramukov - Brottning, fristil 97 kg
- Aleksandr Vinokurov - Cykling, linjelopp

## Boxning
Flugvikt
- Bolat Dzjumadilov
  - Omgång 1 — Bye
  - Omgång 2 — Besegrade Kennedy Kanyanta från Zambia
  - Kvartsfinal — Besegrade Vakhtang Darchinian från Armenien
  - Semifinal — Besegrade Jérôme Thomas från Frankrike
  - Final — Förlorade mot Winjad Ponlid från Thailand → Silver

Fjädervikt
- Bekzat Sattarkhanov
  - Omgång 1 — Besegrade Bobirnat Ovidiu Tiberiu från Rumänien
  - Omgång 2 — Besegrade Jeffrey Mathebula från Sydafrika
  - Kvartsfinal — Besegrade Ramazan Palyani från Turkiet
  - Semifinal — Besegrade Tahar Tamsamani från Marocko
  - Final — Besegrade Ricardo Mortel från USA → Guld

Lättvikt
- Nurzhan Karimzhanov
  - Omgång 1 — Besegrade Artur Guevorkian från Armenien
  - Omgång 2 — Besegrade Michael Katsidis från Australien
  - Kvartsfinal — Förlorade mot Andriy Kotelnyk från Ukraina (→ gick inte vidare)

Weltervikt
- Daniyar Munaytbasov
  - Omgång 1 — Besegrade Paulus Ali Nuumbembe från Namibia
  - Omgång 2 — Besegrade Leonard Bundu från Italien
  - Kvartsfinal — Förlorade mot Sergey Dotsenko från Ukraina (→ gick inte vidare)

Lätt mellanvikt
- Jermachan Ibraimov
  - Omgång 1 — Besegrade Yousif Massas från Syrien
  - Omgång 2 — Besegrade Hely Yánes från Venezuela
  - Kvartsfinal — Besegrade Juan Hernández Sierra från Kuba
  - Semifinal — Besegrade Jermain Taylor från USA
  - Final — Besegrade Marin Simion från Romania → Guld

Lätt tungvikt
- Olzhas Orazaliyev
  - Omgång 1 — Besegrade Hugo Garay från Argentina
  - Omgång 2 — Besegrade Isael Alvarez från Kuba
  - Kvartsfinal — Förlorade mot Sergei Mikhailov från Uzbekistan (→ gick inte vidare)

Supertungvikt
- Muchtarchan Dildäbekov
  - Omgång 1 — Bye
  - Omgång 2 — Besegrade Grzegorz Kielsa från Polen
  - Kvartsfinal — Besegrade Alexis Rubalcaba från Kuba
  - Semifinal — Besegrade Rustam Saidov från Uzbekistan
  - Final — Förlorade mot Audley Harrison från Storbritannien → Silver

## Bågskytte
| Herrarnas individuella |                |                          |                |                      |                                |                      |               |                         |             |
|                        | Vadim Shikarev | Vadim Shikarev           | Vadim Shikarev | Stanislav Zabrodskiy | Stanislav Zabrodskiy           | Stanislav Zabrodskiy | Alexandr Li   | Alexandr Li             | Alexandr Li |
| 32-delsfinal           | Besegrade      | Mattias Eriksson Sverige | 158-156        | Besegrade            | Essam Sayed Egypten            | 166-149              | Förlorade mot | Masafumi Makiyama Japan | 151-150     |
| Sextondelsfinal        | Besegrade      | Nico Hendrickx Belgien   | 154-151        | Besegrade            | Niklas Eriksson Sverige        | 163-146              | -             | -                       | -           |
| Åttondelsfinal         | Förlorade mot  | Victor Wunderle USA      | 171-166        | Förlorade mot        | Wietse van Alten Nederländerna | 166-164              | -             | -                       | -           |

| Damernas individuella |                   |                  |         |
|                       | Yelena Plotnikova |                  |         |
| 32-delsfinal          | Förlorade mot     | Anna Lecka Polen | 163-149 |

Herrarnas lagtävling
- Shikarev, Zabrodskiy, och Li — kvartsfinal, 7:e plats (1-1)

## Cykling

### Landsväg
Herrarnas tempolopp
- Andrei Teteriouk
  - Final — 0:58:52 (→ 6:e plats)

- Aleksandr Vinokurov
  - Final — 1:01:34 (→ 27:e plats)

Herrarnas linjelopp
- Aleksandr Vinokurov
  - Final — 5:29:17 (Silver)

- Andrei Teteriouk
  - Final — 5:30:46 (→ 46:e plats)

- Alexandr Shefer
  - Final — 5:30:46 (→ 53:e plats)

- Sergey Yakovlev
  - Final — 5:30:46 (→ 57:e plats)

- Andrej Kiviljov
  - Final — 5:30:46 (→ 73:e plats)

### Bana
Herrarnas förföljelse
- Vadim Kravchenko
  - Kval — 04:40.410 (→ gick inte vidare)

Herrarnas poänglopp
- Sergey Lavrenenko
  - Poäng — 1
  - Varv efter — 2 (→ 20:e plats)

## Friidrott
Herrarnas 100 meter
- Vitaliy Medvedev
  - Omgång 1 — 10.75 (→ gick inte vidare)

Herrarnas 200 meter
- Gennadij Tjernovol
  - Omgång 1 — 20.95 (→ gick inte vidare)

Herrarnas kulstötning
- Sergey Rubtsov
  - Kval — 15.90 (→ gick inte vidare)

Herrarnas tresteg
- Sergey Arzamasov
  - Kval — 16.70 (→ gick inte vidare)

- Oleg Sakirkin
  - Kval — 16.20 (→ gick inte vidare)

Herrarnas höjdhopp
- Yuriy Pakhlyayev
  - Kval — 2.24 (→ gick inte vidare)

Herrarnas stavhopp
- Igor Potapovich
  - Kval — NM (→ gick inte vidare)

Herrarnas 20 kilometer gång
- Valeriy Borisov
  - Final — 1:28:36 (→ 38:e plats)

Herrarnas 50 kilometer gång
- Sergey Korepanov
  - Final — 3:53:30 (→ 15:e plats)

- Valeriy Borisov
  - Final — 4:01:11 (→ 25:e plats)

Damernas 100 meter
- Viktoria Kovyreva
  - Omgång 1 — 11.72 (→ gick inte vidare)

Damernas 400 meter
- Svetlana Bodritskaya
  - Omgång 1 — 53.91 (→ gick inte vidare)

Damernas 100 meter häck
- Olga Sjisjigina
  - Omgång 1 — 12.81
  - Omgång 2 — 12.66
  - Semifinal — 12.71
  - Final — 12.65 (→ Guld)

Damernas 400 meter häck
- Natalya Torshina
  - Omgång 1 — 56.38
  - Semifinal — 56.22 (→ gick inte vidare)

Damernas kulstötning
- Iolanta Ulyeva
  - Kval — 16.38 (→ gick inte vidare)

Damernas längdhopp
- Yelena Kashcheyeva
  - Kval — 6.57 (→ gick inte vidare)

- Yelena Pershina
  - Kval — 6.24 (→ gick inte vidare)

- Anna Tarasova
  - Kval — NM (→ gick inte vidare)

Damernas tresteg
- Yelena Parfenova
  - Kval — 13.50 (→ gick inte vidare)

- Anna Tarasova
  - Kval — 13.11 (→ gick inte vidare)

Damernas höjdhopp
- Svetlana Zalevskaya
  - Kval — 1.94
  - Final — 1.96 (→ 6:e plats)

Damernas 20 kilometer gång
- Svetlana Tolstaya
  - Final — 1:35:19 (→ 21:e plats)

- Yelena Kuznetsova
  - Final — 1:42:45 (→ 40:e plats)

- Maya Sazonova
  - Final — DNF

Damernas maraton
- Garifa Kuku
  - Final — DNF

Damernas sjukamp
- Svetlana Kazanina
  - 100 m häck — 14.71
  - Höjdhopp — 1.75
  - Kulstötning — 12.97
  - 200 m — 25.04
  - Längdhopp — 5.84
  - Spjutkastning — 43.53
  - 800 m — 02:10.45
  - Poäng — 5898 (→ 16th place)

- Irina Naumenko
  - 100 m häck — 14.26
  - Höjdhopp — 1.84
  - Kulstötning — 11.26
  - 200 m — 25.19
  - Längdhopp — 5.88
  - Spjutkastning — 32.53
  - 800 m — 02:18.49
  - Poäng — 5634 (→ 21:e plats)

## Fäktning
Herrarnas florett
- Andrey Kolganov

Herrarnas värja
- Sergey Shabalin

Herrarnas sabel
- Igor Tsel

Damernas florett
- Nelya Sevostiyanova

Damernas värja
- Nataliya Goncharova

## Kanotsport
Sprint
Herrar
Herrarnas K-1 500 m
- Sergey Sergin
  - Kvalheat — 01:47,253 (→ gick inte vidare)

Herrarnas K-1 1000 m
- Sergey Sergin
  - Kvalheat — 03:42,645
  - Semifinal — 03:47,633 (→ gick inte vidare)

Herrarnas C-1 500 m
- Kaisar Nurmaganbetov
  - Kvalheat — 01:55,422
  - Semifinal — 01:54,465 (→ gick inte vidare)

Herrarnas C-1 1000 m
- Kaisar Nurmaganbetov
  - Kvalheat — 04:01,438
  - Semifinal — 04:05,206 (→ gick inte vidare)

Herrarnas C-2 500 m
- Konstantin Negodyayev och Zhomart Satubaldin
  - Kvalheat — 01:45,810
  - Semifinal — 01:45,809
  - Final — 02:01,436 (→ 7:e plats)

Herrarnas C-2 1000 m
- Konstantin Negodyayev och Zhomart Satubaldin
  - Kvalheat — 03:53,366
  - Semifinal — 03:48,756 (→ gick inte vidare)

## Simhopp
Herrarnas 3 m
- Alisjer Seitov
  - Kval — 307,62 (→ gick inte vidare, 42:a plats)

Herrarnas 10 m
- Damir Achmetbekov
  - Kval — 75,42 (→ gick inte vidare, 42:a plats)

Herrarnas 10 m
- Alexej Gurman
  - Kval — 320,13 (→ gick inte vidare, 31:a plats)

Damernas 3 m
- Natalja Popova
  - Kval — 234,90 (→ gick inte vidare, 28:e plats)

Damernas 3 m
- Irina Vjguzova
  - Kval — 303,30
  - Semifinal — 217,47 — 520,77
  - Final — 310,86 — 528,33 (→ 9:e plats)

Damernas 10 m
- Irina Vjguzova
  - Kval — 284,52
  - Semifinal — 157,15 — 441,69 (→ gick inte vidare, 15:e plats)

Damernas 10 m
- Natalja Tjikina
  - Kval — 269,58
  - Semifinal — 162,27 — 458,85
  - Final — 304,53 — 466,80 (→ 9:e plats)

## Triathlon
| Idrottare         | Gren                | Simning  | Cykling  | Löpning  | Totalt     | Placering |
| ----------------- | ------------------- | -------- | -------- | -------- | ---------- | --------- |
| Dmitrij Gaag      | Herrarnas triathlon | 18:13,09 | 59:08,00 | 31:42,48 | 1:49:03,57 | 4         |
| Michail Kuznetsov | Herrarnas triathlon | 18:55,09 | 64:39,20 | 35:39,21 | 1:59:13,50 | 47        |